# Matthew Wilson (ciclista)
Matthew Wilson (Melbourne, 1 de octubre de 1977) es un ciclista australiano que fue profesional entre 2002 y 2012. Desde 2013 es director deportivo del equipo Team BikeExchange.

## Biografía
Matthew Wilson cuenta con un total de ocho victorias como profesional. Debutó en 2002 como profesional tras haber estado como stagiaire con el conjunto Mercury y puso fin a su carrera deportiva tras la disputa de la Vattenfall Cyclassics 2012, para convertirse en director deportivo del Orica-GreenEDGE a partir de 2013.

## Palmarés
2001
- 1 etapa del Tour del Porvenir
- 3.º en el Campeonato de Australia en Ruta

2002
- 1 etapa del Tour del Porvenir
- 1 etapa del Herald Sun Tour

2004
- Campeonato de Australia en Ruta

2007
- Herald Sun Tour más 1 etapa

2008
- Geelong Bay Classic Series
- 1 etapa del Tour de Beauce

## Resultados en Grandes Vueltas y Campeonatos del Mundo
| Carrera         | Carrera         | 2002 | 2003  | 2004  | 2005  | 2006 | 2007 | 2008 | 2009 | 2010  | 2011 | 2012 |
| --------------- | --------------- | ---- | ----- | ----- | ----- | ---- | ---- | ---- | ---- | ----- | ---- | ---- |
|                 | Giro de Italia  | —    | —     | 131.º | 146.º | —    | —    | —    | —    | —     | Ab.  | —    |
|                 | Tour de Francia | —    | F. c. | 144.º | —     | —    | —    | —    | —    | —     | —    | —    |
|                 | Vuelta a España | —    | —     | —     | —     | —    | —    | —    | —    | 143.º | —    | —    |
| Mundial en Ruta | Mundial en Ruta | 63.º | —     | —     | —     | —    | —    | —    | —    | —     | —    | —    |

―: no participa
Ab.: abandono
F. c.: fuera de control